# Oxyligyrus politus
Oxyligyrus politus är en skalbaggsart som beskrevs av Ohaus 1910. Oxyligyrus politus ingår i släktet Oxyligyrus och familjen Dynastidae. Inga underarter finns listade i Catalogue of Life.